# Spondylus linguafelis
Spondylus linguafelis is een tweekleppigensoort uit de familie van de Spondylidae. De wetenschappelijke naam van de soort is voor het eerst geldig gepubliceerd in 1847 door G.B. Sowerby II.